# NGC 3547
NGC 3547 (другие обозначения — UGC 6209, MCG 2-29-7, ZWG 67.19, PGC 33866) — спиральная галактика (Sb) в созвездии Льва. Открыта Уильямом Гершелем в 1784 году.
Кривая вращения галактики соответствует твердотельному вращению на протяжении своего радиуса, после чего выходит на плато, а затем снижается. Наклон диска NGC 3547, измеренный кинематически и фотометрически, а также позиционный угол, совпадают.
Этот объект входит в число перечисленных в оригинальной редакции «Нового общего каталога».